# 蓬德梅斯
蓬德梅斯（法語：Pont-de-Metz，法語發音：[pɔ̃ də mɛs]）是法国上法蘭西大區索姆省的一个市镇，位于该省中部，省会亚眠市区西南，属于亚眠区。

## 地名
此处的“梅斯”和法国东部城市梅斯并无直接关联。

## 地理
蓬德梅斯（49°52'48"N, 2°14'31"E）面积7.69 平方千米，位于法国上法蘭西大區索姆省，该省份为法国北部沿海省份，北起加来海峡省和北部省，西接滨海塞纳省和大西洋英吉利海峡，南至瓦兹省，东临埃纳省。
与蓬德梅斯接壤的市镇（或旧市镇、城区）包括：萨沃斯、亚眠、费里耶尔、萨勒、萨卢埃勒。
蓬德梅斯的时区为UTC+01:00、UTC+02:00（夏令时）。

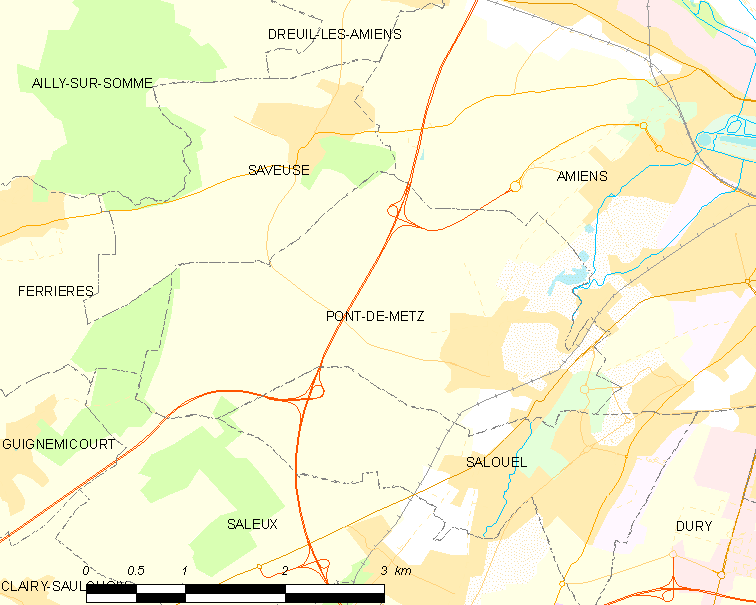
蓬德梅斯的OSM定位图

## 行政
蓬德梅斯的邮政编码为80480，INSEE市镇编码为80632。

## 政治
蓬德梅斯所属的省级选区为亚眠第七县。

## 人口

1962-2008年间蓬德梅斯人口变化图示

蓬德梅斯于2022年1月1日时的人口数量为2440人。